# Netutnana
Netutnana is een bestuurslaag in het regentschap Timor Tengah Selatan van de provincie Oost-Nusa Tenggara, Indonesië. Netutnana telt 988 inwoners (volkstelling 2010).